# Drogo Hautevillski
Drogo ali Drogon Hautevillski (francosko Dreux ali Drogon de Hauteville, italijansko Drogone d'Altavilla) je bil normanski plemič in drugi grof Apulije in Kalabrije, * okoli 1010, Cotentin, Normandija, † 10. avgust 1051, Monte Ilaro, Puglia.
Sprva je bil samo vodja tamajšnjih Normanov v službi kneza Guaimarja IV. Salernskega, leta 1047 pa je postal knez, podrejen neposredno cesarju Henriku III.

## Življenje
Drogo je bil rojen v Normandiji kot sin Tankreda Hautevillskega in njegove prve žene Muriele. Okoli leta 1035 je s starejšim bratom Viljemom odšel v južno Italijo in leta 1038 sodeloval v pohodu bizantinskega katepana Jurija Manijaka na Sicilijo in leta 1042 na pohodu Guaimarja IV. proti Bizantincem v Apuliji. Bil je eden od dvanajstih normanskih voditeljev, ki so se sestali v Melfiju in izvolili njegovega brata Viljema za svojega prvega grofa pod Guaimarjevo oblastjo. V razdelitvi osvojenega ozemlja v severni Apuliji na dvanajst delov je Drogo prejel Venoso. V letih 1044–1045 se je boril v imenu svojega brata v Apuliji in leta 1045 Bizantincem odvzel Bovino.
Po Viljemovi smrti leta 1046 sta se za njegovo dediščino borila  Drogo in Peter iz Tranija.  Droga so njegovi kolegi Normani ob podpori Guaimarja IV. izvolili za Viljemovega naslednika.  Leta 1047 se je poročil z langobardsko princeso Altrudo Salernsko. S posredovanjem  opatije Montecassino je dosegel, da je Guaimar osvobodil zaprtega normanskega grofa Averse Rainulfa II.
3. februarja 1047 je cesar Henrik III. med obiskom v južni Italiji prejel Drogovo poklonitev in mu podelil vse ozemlje, ki ga je že nadziral. Drogo je po tem dogodku začel uporabljati naziv "vojvoda in gospodar vse Italije in grof vseh Normanov Apulije in Kalabrije" (latinsko dux et magister totius Italiae comesque Normannorum totius Apuliae et Calabriae) Čeprav je bil pravno kot neposredni cesarjev vazal na isti ravni kot Guaimar, je po mnenju zgodovinarja Ferdinanda Chalandona ostal fevdalno odvisen od salernskega kneza. Ko je Drogov mlajši polbrat Robert Guiscard malo pred letom 1050  prispel v Italijo, mu je bilo ukazano, naj zapusti službo pri Guaimarjevem tekmecu Pandulfu IV. Kapuanskemu, domnevno zaradi Drogovih obveznosti do Guaimarja. Težave so mu povzročali tudi drugi Normani. Rihard Drengot ga je celo napadel in bil ujet. Riharda je z Guaimarjevim posredovanjem  osvobodil konec leta 1047 ali v začetku leta 1048.
Leta 1051 se je Drogo srečal s papežem Leonom IX., ki je na cesarjev ukaz obiskal južno Italijo, da bi ponovno vzpostavil "svobodo cerkve" (libertas ecclesiae). Papež je od Droga izsilil obljubo, da bo Normanom preprečil ropanje. 
Avgusta 1051¸je bil Drogo  na povratku s srečanja s papežem v Monteilaru blizu Bovina umorjen kot žrtev bizantinske zarote. Zaroto je organiziral katepan Argir, ki je načrtoval ponovno osvojitev Apulije. Drogo je bil pokopan v cerkvi sv. Trojice  v Venosi.
Po krajšem medvladju ga je nasledil mlajši brat Umfredo. Kot Drogov sin je bil prepoznan nek Rihard, udeleženec prvega križarskega pohoda.